# Helmut Brede
Helmut Brede (* 3. Februar 1935 in Kassel; † 17. März 2025 in Hann. Münden) war ein deutscher Wirtschaftswissenschaftler und Hochschullehrer.

## Werdegang
Nach Abschluss der Schule absolvierte Brede zunächst eine Ausbildung im kaufmännischen Bereich und arbeitete in der chemischen Industrie. Ab 1958 studierte er Betriebswirtschaftslehre an der Universität Frankfurt. 1968 folgte die Promotion an der Universität Münster mit einer Dissertation über die wirtschaftliche Beurteilung von Verwaltungsentscheidungen in privaten Unternehmen. 1974 habilitierte sich Brede in Frankfurt mit einer Arbeit über Absatzpolitik mit Hilfe der Nachfrageverwandtschaft. Nach einem kurzen Tätigkeit an der Ruhr-Universität Bochum war er von 1975 bis zu seiner Emeritierung 2003 Professor für Betriebswirtschaftslehre an der Universität Göttingen. Seine Forschungsschwerpunkte waren die Ökonomie des öffentlichen Sektors sowie betriebswirtschaftliche Fragen in Zusammenhang mit dem Wohnungsbau. Außerdem verfasste Brede eine in sieben Auflagen erschienene Einführung in die Betriebswirtschaftslehre, die bis zur vierten Auflage für Nebenfachstudenten, insbesondere Juristen, konzipiert war.

## Publikationen (Auswahl)
- Die wirtschaftliche Beurteilung von Verwaltungsentscheidungen in der Unternehmung (= Beiträge zur betriebswirtschaftlichen Forschung 30), VS Verlag für Sozialwissenschaften, Wiesbaden 1968, ISBN 978-3-663-00366-3.
- Bestimmungsfaktoren industrieller Standorte (= Schriftenreihe des IFO-Instituts für Wirtschaftsforschung 75), Duncker & Humblot, Berlin 1971.
- mit Bernhard Kohaupt und Hans Joachim Kujath: Ökonomische und politische Determinanten der Wohnraumversorgung (Edition Suhrkamp 745), Frankfurt am Main 1975.
- Absatzpolitik mit Hilfe der Nachfrageverwandtschaft. Grundlagen und instrumentelle Möglichkeiten, Gabler, Wiesbaden 1976, ISBN 3-409-36991-0.
- Betriebswirtschaftslehre für Juristen. Eine Einführung, 1. Auflage, Oldenbourg, München und Wien 1981, ISBN 3-486-25781-1.
- Auf dem Weg zu einer Theorie der Betriebswirtschaft der öffentlichen Verwaltung und Betriebe. In: Die Betriebswirtschaft 44 (1984), S. 657–672.
- Privatisierung und die Zukunft der öffentlichen Wirtschaft (= Schriftenreihe der Gesellschaft für öffentliche Wirtschaft und Gemeinwirtschaft 29), Nomos, Baden-Baden 1988, ISBN 3-7890-1499-0.
- Betriebswirtschaftslehre: Einführung für Juristen und andere Nebenfachstudenten sowie für Ökonomen, 4. Auflage, Oldenbourg, München und Wien 1992, ISBN 3-486-21578-7.
- Betriebswirtschaftslehre. Einführung, 7. Auflage, Oldenbourg, München und Wien 2001, ISBN 3-486-25583-5.
- Grundzüge der öffentlichen Betriebswirtschaftslehre, 2. Auflage , Oldenbourg, München und Wien 2005, ISBN 3-486-57731-X.
- Führung und Marketing von Stadtwerken. In: Dietmar Bräuning: Stadtwerke: Grundlagen, Rahmenbedingungen, Führung und Betrieb, Nomos, Baden-Baden 2012, ISBN 3-8329-7250-1.
- mit Barbara Dietrich und Bernhard Kohaupt: Politische Ökonomie des Bodens und der Wohnungsfrage. In: Sebastian Schipper: Wohnungsforschung: ein Reader, transcript, Bielefeld 2020, ISBN 978-3-8376-5351-9, S. 103–137.